# Uygar Tamer
Uygar Tamer (* 1971 in Ankara) ist eine türkisch-schweizerische Schauspielerin und Sängerin.

## Biografie
1971 wurde Uygar Tamer in Ankara geboren. Mit elf Jahren zog sie nach Zürich, wohin ihre Mutter als Attachée entsandt war. Ihre primären Ausbildungen erhielt sie in türkischen, französischen und schweizerischen Schulen; sie erlernte sechs Sprachen. Ihre Schauspielausbildung erhielt Uygar Tamer von 1996 bis 1998 an der European Film Actor School in Zürich.
Ihre erste Rolle hatte sie im Alter von zehn Jahren im Film At von Ali Özgentürk. 2009 spielte sie die Hauptrolle in der französisch-kanadisch-schweizerischen Koproduktion Dirty money, l’infiltré von Dominique Othenin-Girard, was ihr den Schweizer Filmpreis, einen „Quartz“, in der Kategorie Bestes schauspielerisches Nachwuchstalent einbrachte. 2010 hatte sie einen Auftritt in James Bond 007: Ein Quantum Trost, als Quantum Member Number 4.
Nebst ihrer Filmarbeit absolvierte Uygar Tamer 2013 ihr Studium in Sozialer Arbeit an der Zürcher Hochschule für Angewandte Wissenschaften (ZHAW). Im selben Jahr spielte sie in der Drama-Komödie Schweizer Helden von Peter Luisi, in der Rolle von Bahar, als eine der Asylbewerberinnen, die das Stück Wilhelm Tell aufführen. Der Publikumsliebling bekam diverse Preise u. a. Publikumspreis am Locarno Festival & St. Louis International Film Festival und Best of Festival am Richmond Film Festival.
2016 wurde Uygar Tamer einem größeren Publikum bekannt durch ihre Rolle in Die Opfer – Vergesst mich nicht, dem zweiten Teil der ARD Spielfilmtrilogie Mitten in Deutschland: NSU über die Mordserie des Nationalsozialistischen Untergrunds (NSU), Regie: Züli Aladağ. Uygar spielte Adile Şimşek, die Frau des ersten Opfers Enver Şimşek und die Mutter von Kerim und Semiya Şimşek (Buch: Schmerzliche Heimat). Für die Rolle in der NSU Trilogie Mitten in Deutschland bekam Uygar Tamer den Deutschen Schauspielpreis 2017 als beste Schauspielerin in einer Nebenrolle. 2018 spielte sie im Tatort «Die Musik stirbt zuletzt», einem Onetake, eine der Hauptrollen. Zur Zeit dreht sie eine Internationale Serie, die in der Postproduktion ist.
Uygar Tamer lebt in Zürich.

## Filmografie (Auswahl)
- 1982: At – Mein Pferd (At) – Regie: Ali Özgentürk, Kinofilm
- 2000: Cut Away – Regie: Eva Marel Jura
- 2001: Dansöz – Regie: Savaş Ay, Kinofilm
- 2002: Ferrari – Regie: Nicolo Settegrana
- 2003: Märchenprinz – Regie: Jakob M. Erwa
- 2008: Dirty Money (Dirty money, l’infiltré) – Regie: Dominique Othenin-Girard, Kinofilm
- 2008: James Bond 007: Ein Quantum Trost – Regie: Marc Forster, Kinofilm
- 2012: Fallwind – Regie: Bettina Eberhard
- 2014: Schweizer Helden – Regie: Peter Luisi – Prix du Public Locarno Film Festival 2014, Kinofilm
- 2016: Die Opfer – Vergesst mich nicht – 2. Teil der Trilogie Mitten in Deutschland: NSU – Regie: Züli Aladağ, TV-Film, ARD WDR
- 2017: Wilder – Regie: Pierre Monnard, Serie, SRF
- 2017: Grossstadtrevier – Blutrache – Regie: Nina Wolfrum, TV-Serie, ARD
- 2017: Der Lehrer – Regie: Peter Gersina, TV-Serie, RTL
- 2018: Für meine Tochter – Regie: Stephan Lacant, TV-Film, ZDF
- 2018: Omar und Wir – Regie: Mehmet Bahadır Er & Maryna Er Horbatsch
- 2018: Tatort: Die Musik stirbt zuletzt – ONE-TAKE – Regie: Dani Levy, TV-Reihe, SRF[7]
- 2021: Wo ist die Liebe hin (Fernsehfilm)
- 2022: Das Lehrerzimmer (Kinofilm) – Regie: İlker Çatak
- 2022: Kommt ein Vogel geflogen – Regie: Christian Werner

## Auszeichnungen
- 2010: Schweizer Filmpreis Quartz Bestes schauspielerisches Nachwuchstalent für Sükran in Dirty Money L’infiltré
- 2017: Deutscher Schauspielpreis – Beste Schauspielerin in einer Nebenrolle für NSU: Die Opfer – Vergesst mich nicht[8]